# Дуброва Гриць Олександрович
Дуброва Гриць Олександрович (*16 листопада 1891 — † після 1943) — сотник артилерії 5-ї Херсонської дивізії Армії УНР.

## Життєпис
Народився у селі Лісові Сорочинці Чернігівської губернії (нині — Прилуцький район).
Закінчив Прилуцьку чоловічу гімназію. Навчався на історико-філологічному факультеті Київського університету св. Володимира.
Учасник Першої світової війни. Здійснював українізацію артилерійської батареї свого дивізіону. Брав участь у боях проти більшовиків.
По завершенні збройної боротьби інтернований у польських таборах.
Мешкав у Чехословаччині та Німеччині.